# Parczewski
Parczewski là một huyện thuộc tỉnh Lubelskie của Ba Lan. Huyện có diện tích 952 km². Đến ngày 1 tháng 1 năm 2011, dân số của huyện là 35769 người và mật độ 38 người/km².